# Up the Khyber
Pistes de More
Crying Song Green Is the Colour
Up the Khyber est une pièce instrumentale de Pink Floyd, figurant sur l'album More. C’est la quatrième pièce de l’album. Elle consiste essentiellement en un long solo de batterie avec un jeu de piano trépidant et ajout d’effets sonores. C'est le seul morceau de Pink Floyd crédité Nick Mason/Rick Wright. 
Son titre fait référence à la passe de Khyber, entre l'Afghanistan et le Pakistan. Dans la seconde moitié des années 1960 ce col était une étape pour ainsi dire obligée pour qui voulait consommer ou faire commerce des stupéfiants d'Afghanistan. Dans l'argot cockney, Khyber Pass veut dire "cul".
Elle a été jouée en concert dans une version légèrement modifiée dans The Man and the Journey, sous le titre Doing It.

## Crédits
- Nick Mason – batterie, percussions
- Richard Wright – orgue, piano
- Roger Waters – basse, effets sonores

## Liens
- Site officiel de Pink Floyd
- Site officiel de Roger Waters
- Site officiel de David Gilmour